# Marcin Mroziński
Marcin Mroziński es un actor, cantante y presentador de televisión polaco.
Marcin nació un 26 de septiembre de 1985 en Inowrocław, Polonia. Su carrera musical comenzó a la edad de 8 años, participando en diversos festivales infantiles. En 1997 participa en el National French Song Contest celebrado en Radziejów, obteniendo el primer lugar. También representó a Irlanda en el Festival Internacional "Singing Mask" consiguiendo la segunda posición. Desde 1998 comienza a presentar varios programas de televisión en Polonia. Ese mismo año, se convierte en uno de los semifinalistas de la versión polaca de Idols, y desde entonces participa en dos obras musicales: "The Phantom Of The Opera - Raoul de Chagny" y "Boyband".
El 14 de febrero de 2010, Mroziński gana la preselección nacional polaca para el Festival de la Canción de Eurovisión y representó a su país en la edición del certamen europeo interpretando el tema "Legenda" con el que no consiguió calificarse a la final.